# Arnex-sur-Nyon
Arnex-sur-Nyon es una comuna suiza del cantón de Vaud, situada en el distrito de Nyon. Limita al norte con las comunas de Borex y Eysins, al este con Eysins y Crans-près-Céligny, al sur con Crans-près-Céligny y Céligny (GE), y al oeste con Crassier.
La comuna hizo parte hasta el 31 de diciembre de 2007 del círculo de Coppet.